# Casa de Mowbray
A Casa de Mowbray ( /ˈmoʊbri/ ) foi uma casa nobre anglo-normanda, derivada de Montbray na Normandia e fundada por Roger de Mowbray, filho de Nigel d'Aubigny.  

## Fundações

Brasão concedido por Ricardo II a Thomas de Mowbray, 1.º Duque de Norfolk.

Após a conquista normanda da Inglaterra, Geoffrey de Montbray, bispo de Coutances, recebeu cerca de 280 feudos ingleses. Seu herdeiro, filho de seu irmão Roger, Robert de Mowbray, conde da Nortúmbria, foi confiscado e preso por toda a vida por se rebelar em 1095.  Suas terras foram confiscadas e ele foi forçado a se divorciar de sua esposa, Matilda de L'Aigle, filha de Richer, Senhor de L'Aigle. Suas terras em Mowbray seriam concedidas ao seu novo marido, um favorito real, Nigel d'Aubigny.
Nigel d'Aubigny era filho de Roger d'Aubigny (de Saint-Martin-d'Aubigny ) e, junto com seu irmão William, foi um fervoroso apoiador de Henrique I. Os irmãos foram recompensados com grandes propriedades na Inglaterra. William foi nomeado mordomo do rei e foi pai de William d'Aubigny, 1.º conde de Arundel; Nigel foi recompensado com o casamento com a ex-esposa do preso Robert de Mowbray e com o feudo normando confiscado de seu ex-marido, recebendo também várias terras na Inglaterra.  Após uma década de casamento sem filhos, ele se divorciaria de Matilda e se casaria novamente em 1118 com Gundred de Gournay (falecida em 1155), filha de Gerard de Gournay, senhor de Gournay. Eles tiveram um filho desse casamento, Roger, que herdaria de seu pai as terras de Mowbray na Normandia e adotaria o sobrenome Mowbray.  

Thomas de Mowbray, 1.º Duque de Norfolk como Conde de Nottingham. Surrey Roll (ca.1395), esquartejando os novos e antigos brasões de Mowbray

Roger, um grande senhor com cem honorários de cavaleiro, foi capturado com o Rei Stephen na batalha de Lincoln, juntou-se à rebelião contra Henrique II (1173), fundou abadias e participou de uma cruzada. Seu neto William, um líder na revolta contra o rei John, foi um dos 25 barões da Magna Carta, assim como seu irmão Roger, e foi capturado lutando contra Henrique III na derrota de Lincoln (1217).

## Lordes Mowbray

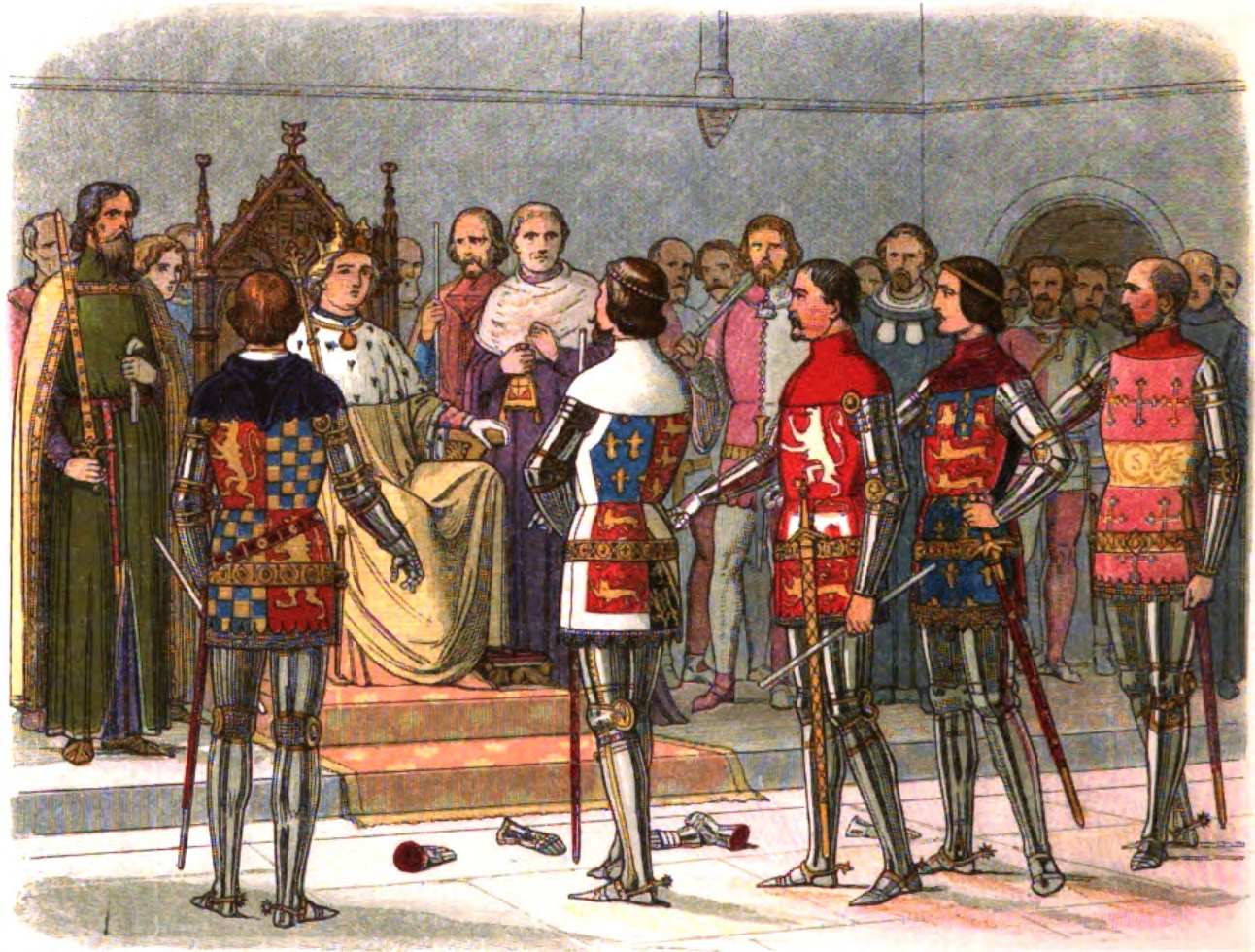
Richard FitzAlan, 11.º Conde de Arundel ; Thomas de Woodstock, 1.º Duque de Gloucester ; Thomas de Mowbray, Conde de Nottingham; Henry, Conde de Derby (mais tarde Henrique IV); e Thomas de Beauchamp, 12.º Conde de Warwick, exigem que Ricardo II os deixe provar pelas armas a justiça de sua rebelião.

O neto de William, Roger de Mowbray (1266–1298), foi convocado ao parlamento por Eduardo I, ato pelo qual ele é considerado o primeiro Lorde Mowbray. Ele era pai de John (1286–1322), um guerreiro e guardião da Marcha Escocesa, que, juntando-se à revolta de Thomas de Lancaster, foi capturado em Boroughbridge e enforcado.  Sua esposa, uma herdeira de Braose, acrescentou Gower em South Wales e o senhorio de Bramber em Sussex às grandes posses de sua casa. Seu filho John de Mowbray, 3º Barão Mowbray (falecido em 1361) foi pai, por Joana de Lancaster, uma filha de Henrique, 3.º Conde de Lancaster, de John, Lorde Mowbray (c. 1328–1368), cujo casamento com a herdeira de John de Segrave, 4.º Barão Segrave, pela herdeira do filho de Eduardo I, Thomas, conde de Norfolk e marechal da Inglaterra, aumentou ainda mais a riqueza e a propriedade da família. Além de uma vasta adesão às suas terras, o condado de Nottingham e o marechal da Inglaterra foram-lhes concedidos por Ricardo II, e o ducado de Norfolk seguiu-se. 
O 1.º duque deixou dois filhos, dos quais Thomas, o velho, foi reconhecido apenas como conde marechal. Decapitado por se juntar à conspiração de Scrope contra Henrique IV (1405), ele foi sucedido por seu irmão John, que foi restaurado ao ducado de Norfolk em 1424. Seu filho John, o terceiro duque, foi pai de John, 4º e último duque, que foi criado conde de Warenne e Surrey durante a vida de seu pai (1451). Após sua morte (1481), sua vasta herança foi transferida para sua única filha, Anne, que se casou ainda criança com o filho mais novo de Eduardo IV, Richard (criado duque de Norfolk e conde de Nottingham e Warenne), mas morreu em 1481. 
Os próximos herdeiros dos Mowbrays foram os Howards e os Berkeleys, representando as duas filhas do primeiro duque. Entre eles foram divididas as propriedades da casa, o ducado Mowbray de Norfolk e o condado de Surrey também foram revividos para os Howards (1483), e o condado de Nottingham (1483) e o título de conde marechal (1485) para os Berkeleys. Ambas as famílias assumiram as baronias de Mowbray e Segrave, mas Henry Howard foi convocado durante a vida de seu pai (1640) como Lorde Mowbray, o que foi considerado um reconhecimento do direito dos Howards; seus co-herdeiros, a partir de 1777, foram os Lordes Stourton e os Lordes Petre, e em 1878 Lorde Stourton foi convocado como Lorde Mowbray e Segrave.
A antiga dignidade é reivindicada como a principal baronia, embora De Ros esteja à frente dela. O filho de Lord Stourton reivindicou, mas sem sucesso, em 1901-1906, o condado de Norfolk (1312), também através dos Mowbrays. Das propriedades de Mowbray, o castelo e o senhorio de Bramber ainda pertencem aos duques de Norfolk. 
O atual Barão de Mowbray é James Stourton, 28.º Barão Mowbray, 29.º Barão Segrave e 25.º Barão Stourton (2021-presente).

## Membros notáveis da família Mowbray

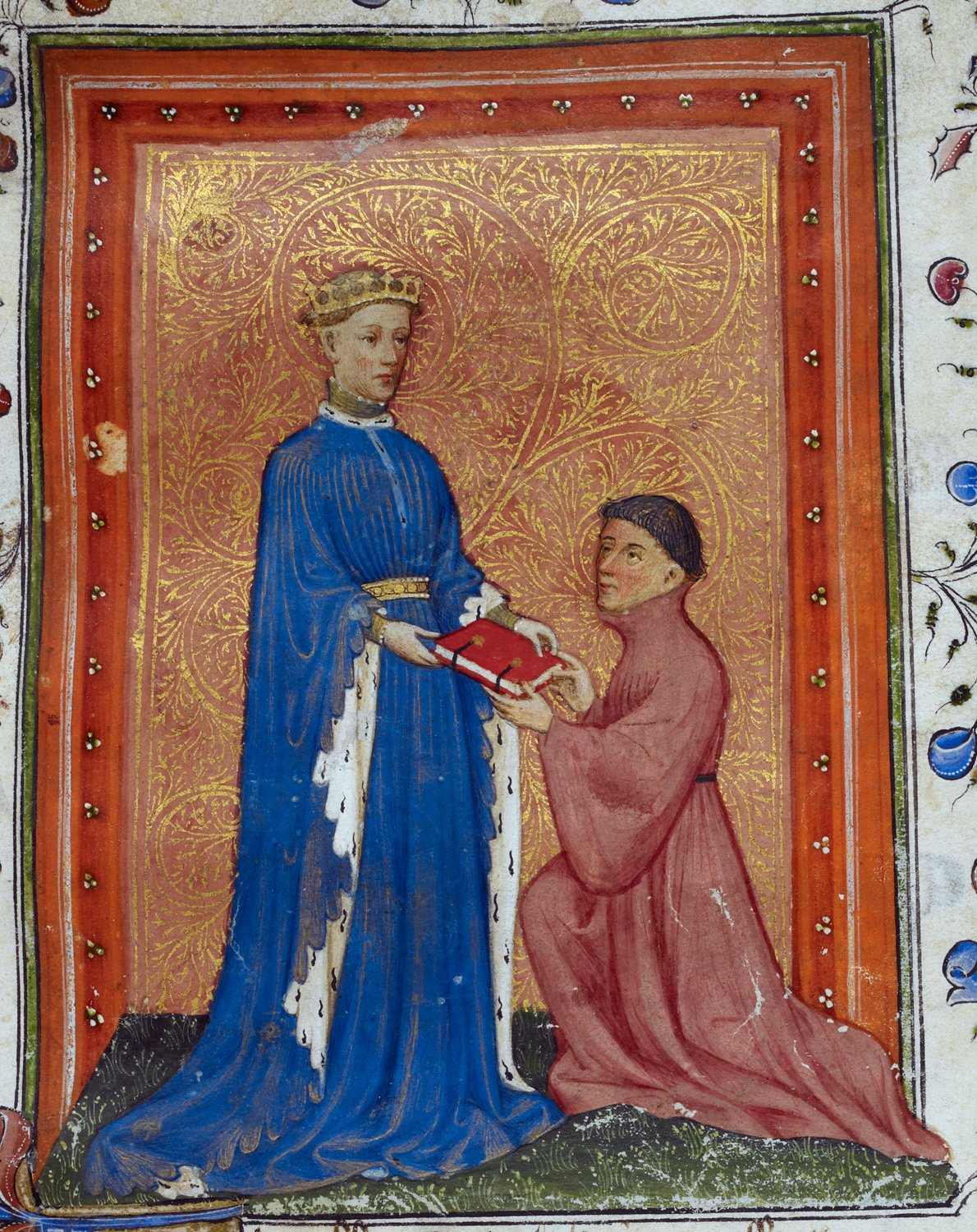
Henrique V, enquanto Príncipe de Gales, apresentou o Regimento de Príncipes de Thomas Hoccleve a John de Mowbray, 2º Duque de Norfolk, 1411–1413. Biblioteca Britânica

- Nigel d'Aubigny, senhor de Mowbray (falecido em 1129)
- Roger de Mowbray, senhor de Mowbray (falecido em 1188)
- William de Mowbray, senhor de Mowbray (falecido por volta de 1224)
- Roger de Mowbray, 1.º Barão Mowbray (falecido em 1298)
- John de Mowbray, 2.º Barão Mowbray (falecido em 1322)
- John de Mowbray, 3.º Barão Mowbray (falecido em 1361)
- John de Mowbray, 4.º Barão Mowbray (falecido em 1368)
- John Mowbray, 1.º Conde de Nottingham, 5º Barão Mowbray (falecido em 1383)
- Thomas Mowbray, 1.º Duque de Norfolk, Conde de Nottingham e Norfolk, Barão Segrave e 6.º Barão Mowbray (falecido em 1399)
- Thomas Mowbray, 4.º Conde de Norfolk, Conde de Nottingham, Barão Segrave e 7.º Barão Mowbray (falecido em 1405)
- John Mowbray, 2.º Duque de Norfolk, Conde de Norfolk, Barão Segrave e 8.º Barão Mowbray (falecido em 1432)
- John Mowbray, 3.º Duque de Norfolk, Conde de Nottingham e Norfolk, Barão Segrave e 9.º Barão Mowbray (falecido em 1461)
- John Mowbray, 4.º Duque de Norfolk, Conde de Nottingham, Norfolk, Surrey e Warenne, Barão Segrave e 10.º Barão Mowbray (falecido em 1476)
- Anne de Mowbray, 8.ª Condessa de Norfolk, Baronesa Segrave e 11.ª Baronesa Mowbray (falecida em 1481)